# Erik van Zuylen
Erik van Zuylen (Utrecht, 1943) is een Nederlands filmregisseur, en scenarioschrijver.
Van Zuylen volgde de Nederlandse Filmacademie, maar haakte na acht maanden af, volgens eigen zeggen omdat hij "te ongeduldig" was.
Hij debuteerde in 1964 met Bach Erik, een animatiefilm met muziek van Johann Sebastian Bach. In 1965 volgde de documentaire Siebe Wiemer Glastra, zondagsschilder. Van Zuylen maakte hierna diverse documentaires, onder andere over de schrijvers Julio Cortázar, Maarten 't Hart, Willem Frederik Hermans, J. van Oudshoorn en Stefan Themerson. Hij verfilmde Hermans' verhaal De elektriseermachine van Wimshurst (bekroond met de Springhaver-prijs voor de korte Nederlandse film), en maakte De Taal is gansch het volk  (1979), een documentaire over het Woordenboek der Nederlandsche Taal.
Zijn film Opname (1979), die hij samen met Marja Kok regisseerde, was in 1980 de Nederlandse inzending voor de Oscar voor beste niet-Engelstalige film. Zjoek (1987) is gebaseerd op twee bundels gevalsbeschrijvingen door de Russische neuropsycholoog Aleksandr Loeria. Voor deze film werd Van Zuylen de L.J. Jordaanprijs 1987 toegekend.
Via W.F. Hermans raakte Van Zuylen geïnteresseerd in de Pools-Britse schrijver Stefan Themerson van wie hij eind jaren tachtig  de roman The mysterie of the sardine las. Hij besloot het boek te verfilmen en probeerde circa vijftien jaar de financiering voor een internationale coproductie rond te krijgen. Intussen werkte hij voornamelijk als theaterregisseur. Ten slotte gaf Van Zuylen zijn pogingen op, waarna hij de Nederlandstalige film Het mysterie van de sardine (2005) maakte.
Hij is gehuwd met journaliste Joyce Roodnat.

## Filmografie (selectie)
- Siebe Wiemer Glastra, zondagsschilder (1965) (tv-documentaire)
- Stefan Themerson en de taal (1967) (tv-documentaire)
- De laatste trein (1975)
- De elektriseermachine van Wimshurst (1978) (tv-film)
- Opname (1979), met Marja Kok
- De Anna (1983)
- Zjoek (1987)
- Alissa in Concert (1990)
- Het mysterie van de sardine (2005)

## Trivia
Van Zuylen woonde lange tijd in het Groningse plaatsje Oldenzijl. Tegen het tracé van een weg naar de Eemshaven schreef Van Zuylen met een dorpsgenoot een brief die in het Nieuwsblad van het Noorden werd geplaatst.